# زاك بلير
زاك بلير (بالإنجليزية: Zach Blair)‏ هو عازف قيثارة ومغني وموسيقي أمريكي، ولد في 26 ديسمبر 1973 في شيرمان في الولايات المتحدة.

## وصلات خارجية
- زاك بلير على موقع ميوزك برينز (الإنجليزية)
- زاك بلير على موقع ديسكوغز (الإنجليزية)